# مطار الصويرة موكادور
مطار الصويرة موكادور (إياتا: ESU، إيكاو: GMMI) هو مطار دولي يخدم مدينة الصويرة بجهة مراكش آسفي بالمملكة المغربية.
تبلغ الطاقة الاستعابية للمطار 000 300 مسافر، وهو حاصل على شهادة الإيزو 9001 نسخة 2008. ويبعد المطار عن وسط مدينة الصويرة بـ17 كلم، ويستغرق الوصول إليه حوالي 20 دقيقة، وهو يتميز بسهولة إجراءات السفر نظراً لقلة الرحلات الجوية به.

## تاريخ
26 دجنبر 2018: وصل عدد المسافرين بالمطار 000 100 مسافر لأول مرة.

## شركات الطيران
| شركات الطيران             | الوجهات (آخر تحديث 25-03-2023)           |
| ------------------------- | ---------------------------------------- |
| رايان اير                 | مارسيليا - مدريد - بروكسل شارلروا الجنوب |
| رايان إير المملكة المتحدة | لندن ستانستد                             |
| إيزي جيت                  | بوردو                                    |
| ترانسافيا فرنسا           | باريس أورلي                              |

## إحصائيات
حركة المسافرين:
| 2012   | 2013   | 2014   | 2015   | 2016   | 2017   | 2018    | 2019    | 2020   | 2021   | 2022   |
| ------ | ------ | ------ | ------ | ------ | ------ | ------- | ------- | ------ | ------ | ------ |
| 447 25 | 193 78 | 591 62 | 992 65 | 977 67 | 414 83 | 587 104 | 435 120 | 013 41 | 162 29 | 354 96 |
|        | ▲      | ▼      | ▲      | ▲      | ▲      | ▲       | ▲       | ▼      | ▼      | ▲      |